# Unique Development Studios
Unique Development Studios (UDS), var en svensk datorspelsutvecklare som grundades 1993 i Norrköping. Företaget gick i konkurs under 2004.

## Företagshistoria
Unique Development Studios har utöver utvecklade Mall Maniacs, ett reklamspel publicerat av AddGames. Företaget köptes i oktober 2003 upp av Daydream Software. Den 11 mars 2004 beslutade Daydream att försätta UDS i konkurs.
UDS var med och startade upp Globalfun.com och TheTestStation.com.
Globalfun inriktade sig på att skapa Javawebbspel med möjlighet att spela multiplayer-spel via datorns webbläsaren och mobiltelefonernas WAP-läsare. 
TheTestStation.com startades 2002 och hanterade verifiering och kvalitetssäkring av externa produkter för förläggare och utvecklare i Europa gällande PC- och konsolspel.
Bland annat så verifierades Enclave för utvecklaren Starbreeze till PC och Reign of Fire PS2/XBOX/GBA.

## Produktion

### Släppta titlar
- Amiga
  - Obsession, 1994 UDS
  - Slam Tilt, 1996 21st Century Entertainment Ltd

- Atari ST
  - Obsession, 1994 UDS
  - Substation, 1995 UDS

- Dreamcast
  - Sno-Cross Championship Racing, 1999, 2000 UDS

- Game Boy Advance
  - Monster Jam: Maximum Destruction, 2002 Ubi Soft Entertainment

- PC
  - Absolute Pinball, 1996 21st Century Entertainment Ltd
  - Agent Armstrong, 1997 Virgin Interactive Entertainment (Skapades av King of the Jungle Ltd, dotterbolag till UDS)
  - Airfix Dogfighter, 1999, 2000 Paradox Entertainment (Releasedatum: 2000-10-10 Skandinavien, 2000-11-06 resten av världen)
  - Asterix Mega Madness, 2001 Infogrames
  - Bygg flygplan med Mulle Meck, 2000 Levande Böcker (Releasedatum: 2000-11-30)
  - Championship Manager Quiz, 2001 EIDOS
  - Galaga: Destination Earth, 2000 Hasbro
  - Hot Wheels Micro Racers, 2000 Mattel Interactive
  - Ignition, 1996, 1997 Virgin Interactive
  - Slam Tilt, 1996 21st Century Entertainment Ltd
  - Sno-Cross Championship Racing, 1999, 2000 UDS

- PlayStation
  - Agent Armstrong, 1997 Virgin Interactive Entertainment (Skapades av King of the Jungle Ltd, dotterbolag till UDS)
  - Asterix Mega Madness, 2001 Infogrames
  - B-Movie, 1999 Infogrames (Amerikansk titel: Invasion From Beyond)
  - Championship Manager Quiz, 2001 EIDOS
  - Galaga: Destination Earth, 2000 Hasbro
  - No Fear Downhill Mountain Bike Racing, 1999 Codemasters Software Company ltd.
  - Sno-Cross Championship Racing, 1999,2000 UDS
  - World's Scariest Police Chases (EN), 2001 Fox Interactive
  - WRC Arcade, 2002 Sony Computer Entertainment Europe (Releasedatum: 2002-11-08)

- PlayStation 2
  - Futurama, 2003 SCi (Europe) and Vivendi Universal Games (North America)
  - eJay Clubworld: The Music Making Experience, 2002 Empire (Releasedatum: 2002-08-28 i Europa)

- Xbox
  - Futurama, 2003 SCi (Europe) and Vivendi Universal Games (North America)

- Reklamspel
  - Mall Maniacs, 1999 Addgames
  - MER Innebandy, 1997 Falcon Bryggerier AB
  - Party Paradise, AddGames 2001
  - Pickup Express, 1999,2000 Add Games
  - The Patrick Polly Swooshball Challenge, 1996 Candelia

### Osläppta titlar
- PC
  - Enforce

- Game Boy Advance
  - Futurama

- GameCube
  - Futurama
  - Tennis Masters Series 2003

- Xbox
  - The Kore Gang